# 下魏德
下魏德（德語：Unterweid，發音：[ˈʊntɐvaɪt]）是德国图林根州施马尔卡尔登-迈宁根县曾经的一个市镇，与上魏德相邻，面积7.13平方千米，2017年12月31日人口为417人。2019年1月1日，下魏德与另外5个市镇并入市镇卡尔滕诺德海姆。